# Gravity Rush 2
Gravity Rush 2 — відеогра жанру пригодницького бойовика, розроблена японськими компаніями SIE Japan Studio і Project Siren та вперше видана Sony Interactive Entertainment 18 січня 2017 року.

## Ігровий процес
Гра виконана у жанрі Action-adventure. Особливість гри — гравітаційна механіка управління. Гравці можуть вибрати один з трьох типів гравітації: класичний тип, місячний тип і тип Юпітера. Місячне світло буде збільшувати швидкість гравця і його здатність стрибати вище. Юпітер робить управління гравця важким. Гравці можуть перемикатися між типа за допомогою сенсорної панелі.